# Néma (Románia)

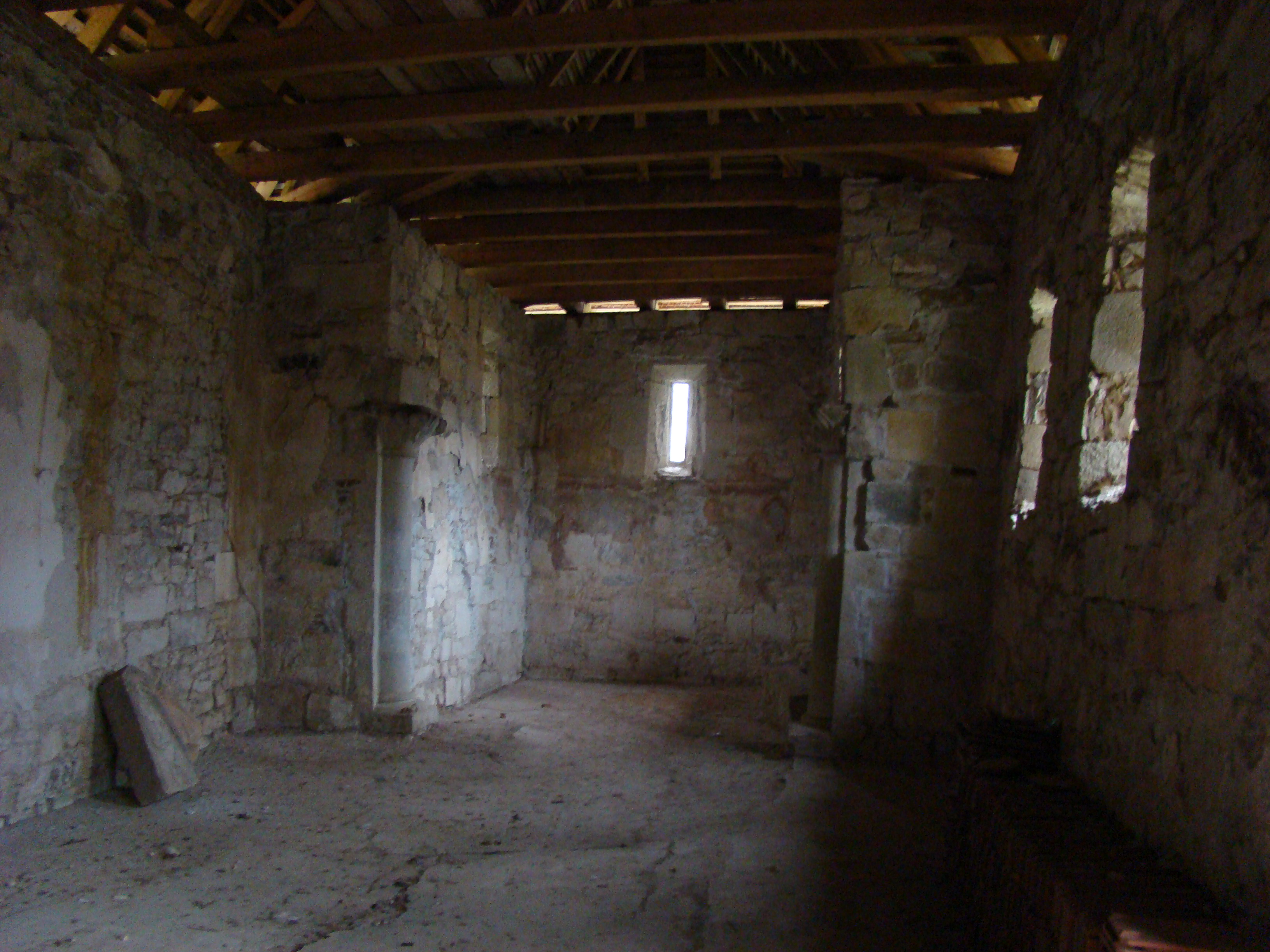

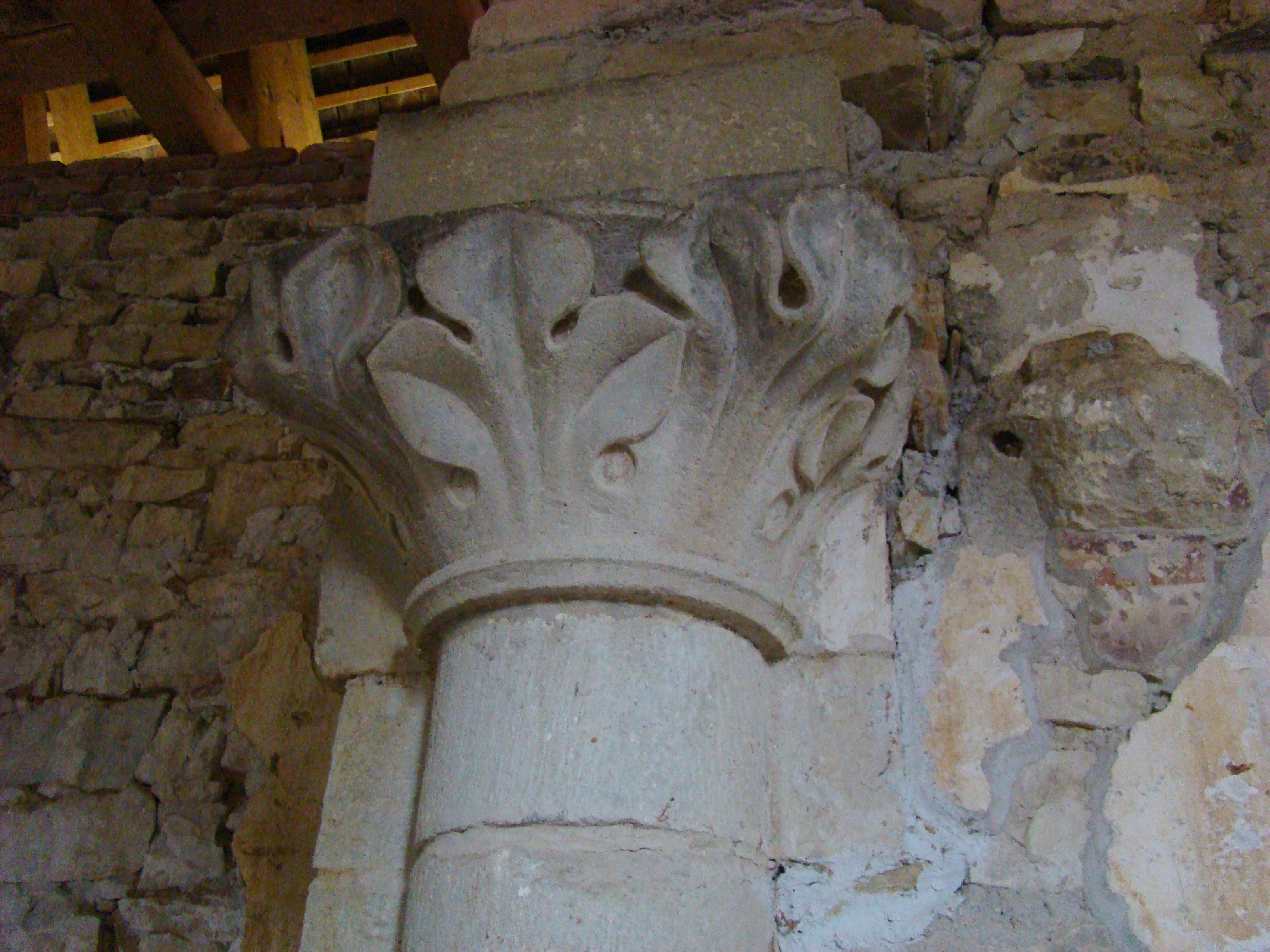
A református templom diadalívének egyik féloszlopfője

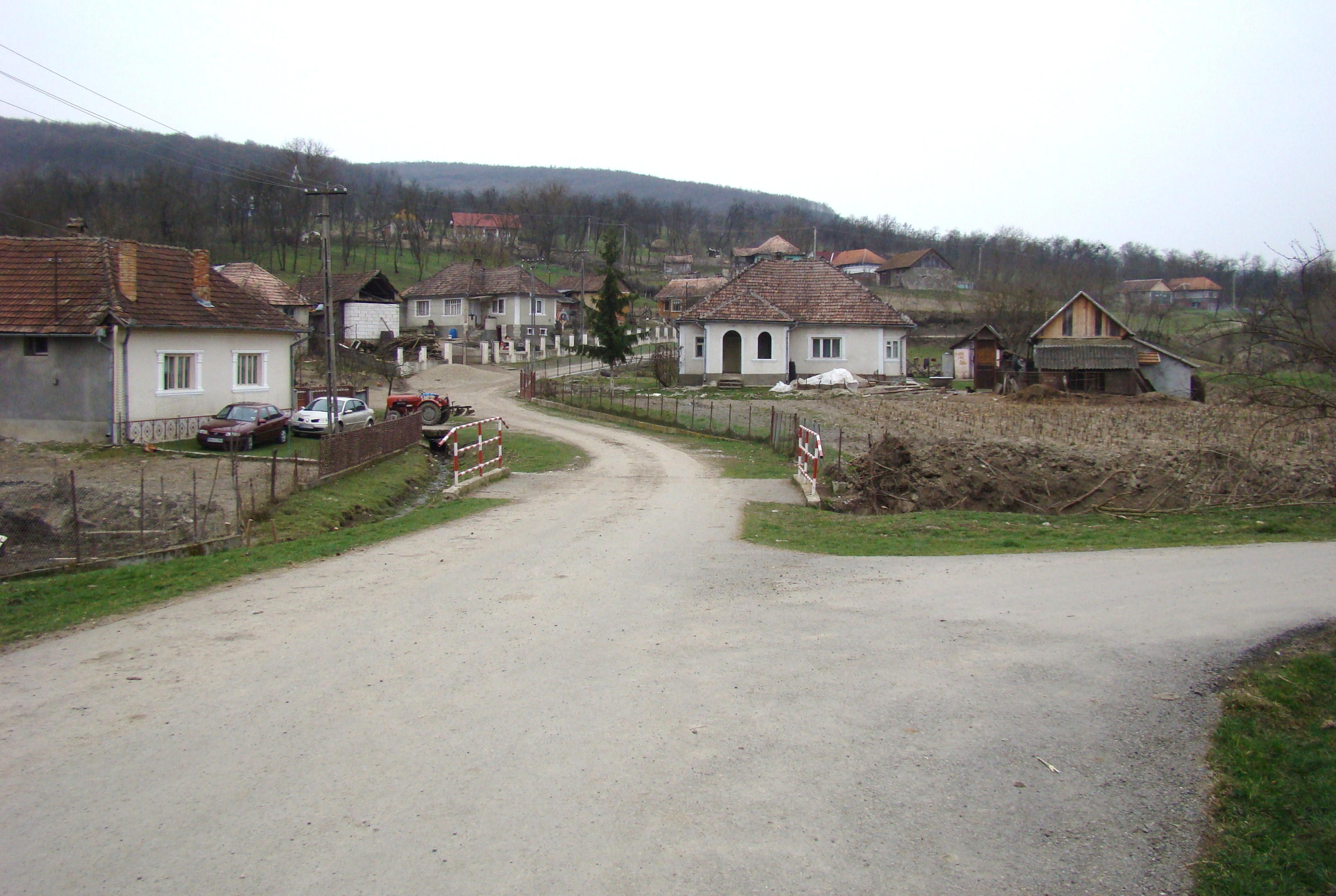

Néma (románul: Nima) falu Romániában, Erdélyben, Kolozs megyében.

## Nevének eredete
Nevét a magyar néma közszóból alakult, személynévi közvetítéssel. Először egy 1288-ból datálható oklevél említi, Neema alakban.

## Fekvése
Déstől nyolc kilométerre délre, a Kis-Szamos bal partja közelében, szűk, hosszú völgyben fekszik.

## Népessége

### A népességszám változása
| 1785 | 799  | ~ 178 |
| 1850 | 940  | 170   |
| 1881 | 674  | 120   |
| 1900 | 898  | 145   |
| 1920 | 836  | 90    |
| 1941 | 976  | 98    |
| 1966 | 1140 | 35    |
| 1976 | 1098 | 21    |
| 1992 | 773  | 13    |
| 2002 | 809  | 10    |

### Etnikai és vallási megoszlás
- 1900-ban 898 lakosából 748 volt román és 145 magyar anyanyelvű; 747 görögkatolikus, 97 református, 27 római katolikus és 21 zsidó vallású.
- 2002-ben 809 lakosából 779 volt román, húsz cigány és tíz magyar nemzetiségű; 771 ortodox, 14 református, kilenc görögkatolikus és hét baptista vallású.

## Története
A hagyomány szerint a középkorban kolostor állt mellette. A 14–16. században a Némai család birtoka volt. 1584 és 1618–21 között unitárius, később református anyaegyház. 1602–03-ban Basta zsoldosai dúlták fel, 1658–61-ben Ali pasa csapatai hurcolták rabságba lakóit, 1703-ban pedig labancok gyújtották fel. 1713-ban egy nemes, nyolc jobbágy- és nyolc zsellércsaládja mellett tizenkét háza pusztán állt. Református egyháza 1766-ban, Széplakkal együtt 65 férfit és 29 asszonyt számlált. Bodor Domokos 1847-ben negyven evangélikus szlovákot telepített be, akik 1850 és 1857 között eltűntek a statisztikákból (Kádár József szerint elrománosodtak). A mellette futó állami út mentén 1848 előtt fogadó épült. Reformátusai a század közepétől filiaként Désaknához tartoztak. A görögkatolikusok iskolája 1860-ban épült. A reformátusokét 1896-ban államosították. Belső-Szolnok, 1876-tól Szolnok-Doboka vármegye része volt. A magyar állam 1940 után 42 ONCSA-házba magyar családokat telepített Korondról és Parajdról. A bevonuló román hadsereg 1944-ben elkergette a magyar telepeseket.

## Látnivalók
- Református temploma a ciszterci gótika stílusában épült, teljes egészében kváderkövekből. A hagyomány szerint a középkorban rendház is tartozott hozzá. Egyik, 1597-ben öntött harangja a megszűnt kodori református gyülekezet egykori templomából való. Gótikus freskótöredékeit az 1961-es műemléki restaurálás során Bágyuj Lajos tárta föl.
- Ortodox (volt görögkatolikus) fatemploma egy korábbi helyén épült 1774-ben, Thoroczkay Gáspár birtokos anyagi segítségével. Az ikonosztáz képeit 1864-ben festették. Kórusa 1905-ben épült, 1967-ben pedig alapjaiból újraépítették a tornyot. A rossz állapotba került templomot 2010-ben helyreállították.

## Híres emberek
- Itt élt 1849 után Gajzágó Salamon politikus.